# 黑白兀鷲

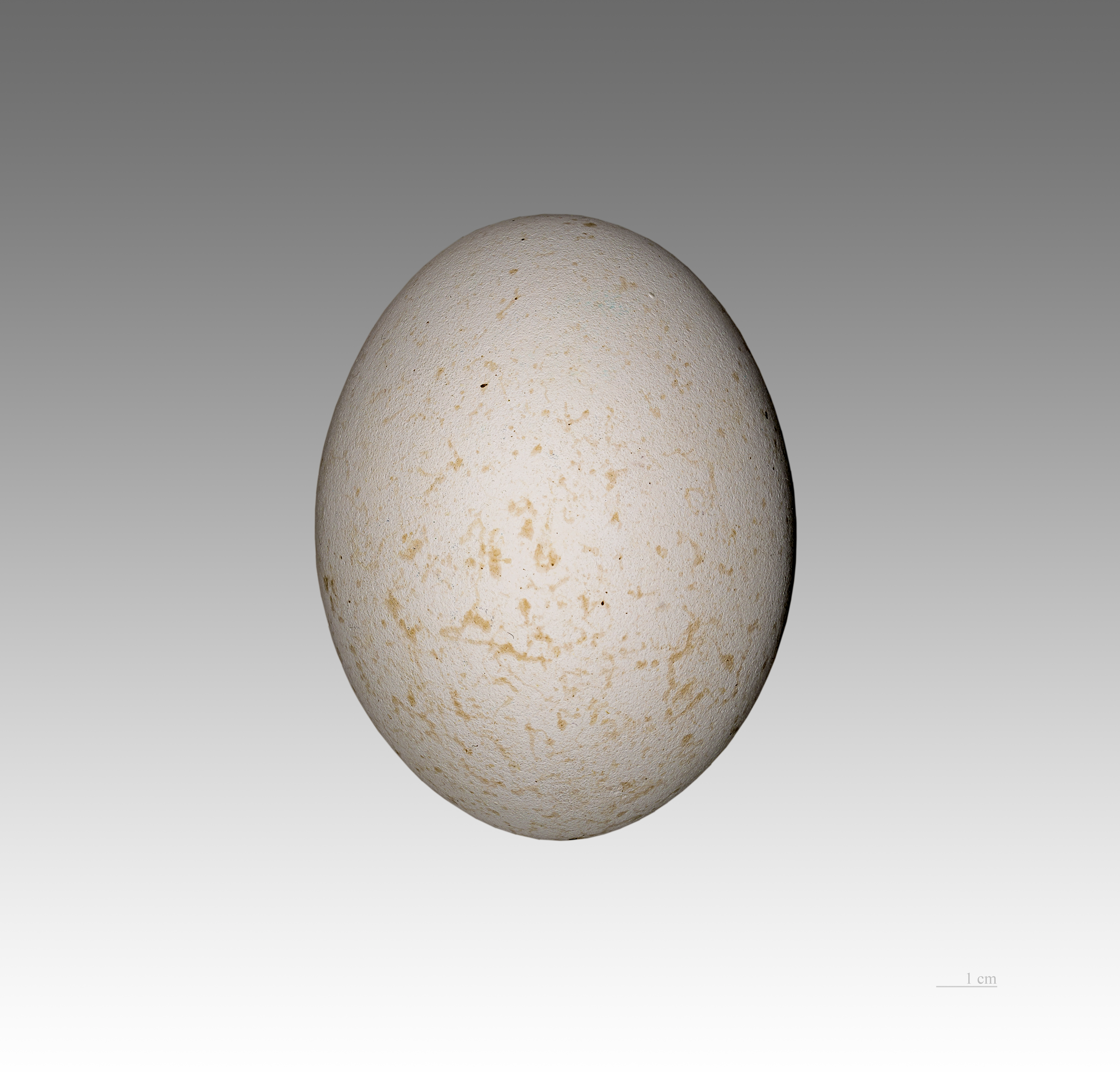
Gyps rueppellii

黑白兀鷲（學名Gyps rueppellii）是一種分佈在非洲薩赫勒的大型兀鷲。其現時數量約有3萬隻，但卻因失去棲息地等而正在減少。黑白兀鷲的名字是為紀念19世紀德國動物學家愛德華·呂佩爾（Eduard Rüppell）。牠們是世界上飛得最高的鳥類，可以飛高達海拔11000米(平流層)。

## 特徵
成年的黑白兀鷲長85-107厘米，翼展2.6米，重6.4-9公斤。雄鳥及雌鳥很相似，全身都有褐色或黑色的斑點，下身呈白褐色，頭部及頸部有白色絨毛覆蓋。頸的底部有白領，眼睛呈黃色。它們一般都很安靜，只會在鳥巢內或屍體旁才會發出叫聲。

## 生態
黑白兀鷲是高度社交的鳥類，並會組成大群生活。它們可以以高達每小時35公里的速度飛行，到離開鳥巢150公里以外的地方覓食。
黑白兀鷲一般在海拔6000米飛行。它們的血紅蛋白α-D次單元對於氧有高度的親和力，讓它們可以在高對流層甚至平流層的低氣壓地方更有效地吸入氧氣。於1973年，它們在海拔11000米（约36000英尺，飞航空层FL360）的噴射客機巡航高度被吸入飛機的噴射引擎之內。
黑白兀鷲生活在非洲較為乾旱的山區地方，如半沙漠及沙漠邊緣。它們的鳥巢會築在岩礁上，或是在金合歡樹上。當日出兩小時後熱氣流上升時，它們會離開鳥巢，在平原上覓食。它們可以等上幾日待掠食者離開屍體。它們有時也會獵食活的獵物。
黑白兀鷲的喙很強壯，可以喙食屍體餘下在骨間的肉。舌頭上有向後的刺，可以幫助從骨上撕開肉質。

## 保育狀況
自1998年進行評估後，黑白兀鷲的數量就一直下降。國際自然保護聯盟將它們列為近危，預計它們的數量會持續下降。

## 外部連結
- Rüppell's Vulture videos